# Вулиця Адмірала Макарова (Севастополь)
Вулиця Адмірала Макарова (крим. Admirala Makarova soqaq) — вулиця в Нахімовському районі Севастополя.
Вулиця плавно витікає з 1-ї Бастіонної вулиці та закінчується на перетині з 2-ю Бастіонною вулицею, та практично оперізує невеликий мікрорайон Хрульова, роблячи невеликі повороти та заокруглення кожні 100—200 метрів.
Розташована в Нахімовському районі міста між Ушаковою балкою та Кілен-бухтою. Названа на честь флотоводця та полярного дослідника, винахідника мінного транспорту, розробника російської семафорної абетки віце-адмірала Степана Йосиповича Макарова.